# 瓦莫什新村
瓦莫什新村（匈牙利語：Vámosújfalu）是匈牙利包尔绍德-奥包乌伊-曾普伦州所辖的一个村。总面积10.65平方公里，总人口856，人口密度80.4人/平方公里（2011年1月1日）。